# 國民黨 (菲律賓)
國民党是菲律宾的主要政党之一，右翼民族主義政黨。

## 歷史
國民党是菲律宾乃至整个东南亚历史最悠久的政党。1953年后，前自由党党员拉蒙·麥格塞塞和馬可仕先后转投国民党，并当选为总统。
1935－1946年，1953－1961年及1965－1986年，國民黨是菲國的執政黨。
马科斯在實行军事独裁及戒嚴統治期间，部分國民黨員退黨加入反對派陣營。
1986年马科斯下台後，國民黨的政治勢力大減，直到1989年5月该党才召开重组后的第一次全国代表大会。1991年因竞选总统的争议，以前国防部长恩里莱参议员、党主席萨尔瓦多·劳雷尔副总统、以及大金主许寰戈为首的三派各不相让，自此党一分为三，许寰戈成立了国家主义者人民联盟（Nationalist People's Coalition【NPC】)，在总统大选中得票排名第三，代表该党参选的埃斯特拉达则以高票当选副总统。現為執政自由黨的聯盟成員。

## 選舉成績

### 總統選舉
| 選舉年份 | 候選人                  | 票數      | 得票率 | 結果                                 |
| -------- | ----------------------- | --------- | ------ | ------------------------------------ |
| 1935     | 曼努埃爾·奎松           | 695,332   | 67.99% | 當選                                 |
| 1941     | 曼努埃爾·奎松           | 1,340,320 | 81.78% | 當選                                 |
| 1946     | 塞爾吉奧·奧斯梅尼亞     | 1,129,996 | 45.71% | 落選                                 |
| 1949     | 何塞·帕西亞諾·勞雷爾    | 1,318,330 | 37.22% | 落選                                 |
| 1953     | 拉蒙·麥格賽賽           | 2,912,992 | 68.90% | 當選                                 |
| 1957     | 卡洛斯·加西亞           | 2,072,257 | 41.28% | 當選                                 |
| 1961     | 卡洛斯·加西亞           | 2,902,996 | 44.95% | 落選                                 |
| 1965     | 費迪南德·馬科斯         | 3,861,324 | 51.94% | 當選                                 |
| 1969     | 費迪南德·馬科斯         | 5,017,343 | 61.47% | 當選                                 |
| 1981     | 阿莱霍·桑托斯（羅伊派） | 1,716,449 | 8.25%  | 落選；主流派抵制                     |
| 1986     | 不適用                  | 不適用    | 不適用 | 支持當選者柯拉蓉·艾奎諾              |
| 1992     | 薩爾瓦多·勞雷爾         | 770,046   | 3.40%  | 落選                                 |
| 1998     | 不適用                  | 不適用    | 不適用 | 未有參加                             |
| 2004     | 不適用                  | 不適用    | 不適用 | 支持當選者格洛麗亞·馬卡帕加爾-阿羅約 |
| 2010     | 曼尼‧維拉               | 5,573,835 | 15.42% | 落選                                 |